# Gočaltovo
Gočaltovo  (německy Gottschelsdorf, Gottschalksdorf; maďarsky Gacsalk) je obec na Slovensku v okrese Rožňava. V obci žije 228 obyvatel.

## Polohopis
Obec leží asi pět km od horské oblasti Hrádok s Ochtinskou aragonitovou jeskyně. Na jejím území se nachází i romská osada.

## Kultura a zajímavosti

### Památky
- Evangelický kostel, jednolodní původně barokní stavba s polygonálním ukončením presbytáře a samostatně stojící věží z roku 1736. Stojí na místě starší, pravděpodobně dřevěné stavby. Prošel klasicistní úpravou v roce 1802, kdy byla přistavěna samostatně stojící zvonice. V interiéru se nachází raně barokní oltář se sochou ukřižovaného a bočními sochami apoštolů Petra a Pavla a kazatelna s postavami evangelistů, dřevěné polychromované práce pocházející ze starší modlitebny. Fasády kostela jsou členěny lizénami, segmentová ukončená okna mají jednoduché šambrány. Hlavní průčelí kostela je ukončeno štítem s prolamovanou římsou. Věž členěná pilastry je ukončena trojúhelníkovým štítem a jehlancovou helmicí.

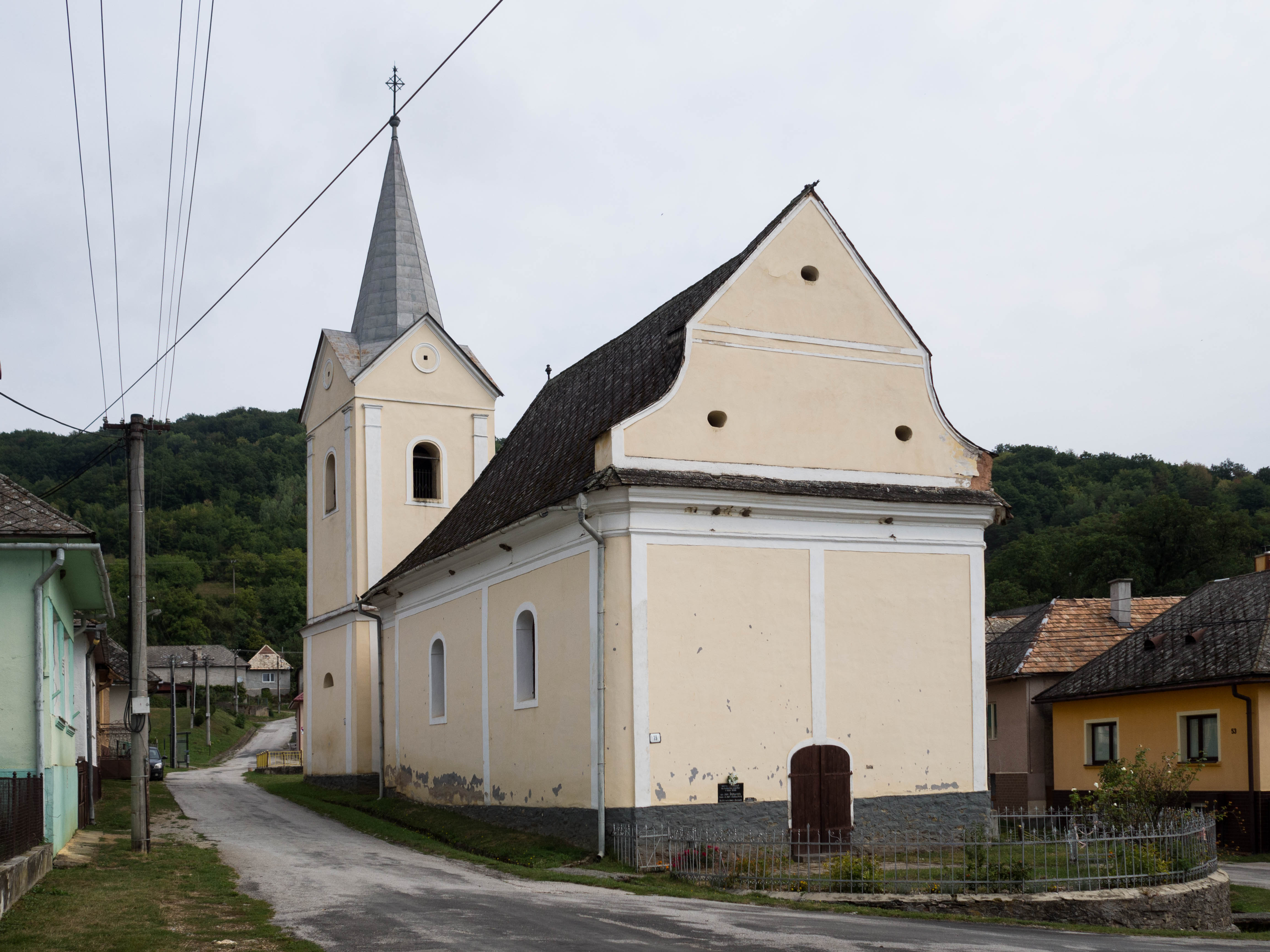
Evangelický kostel
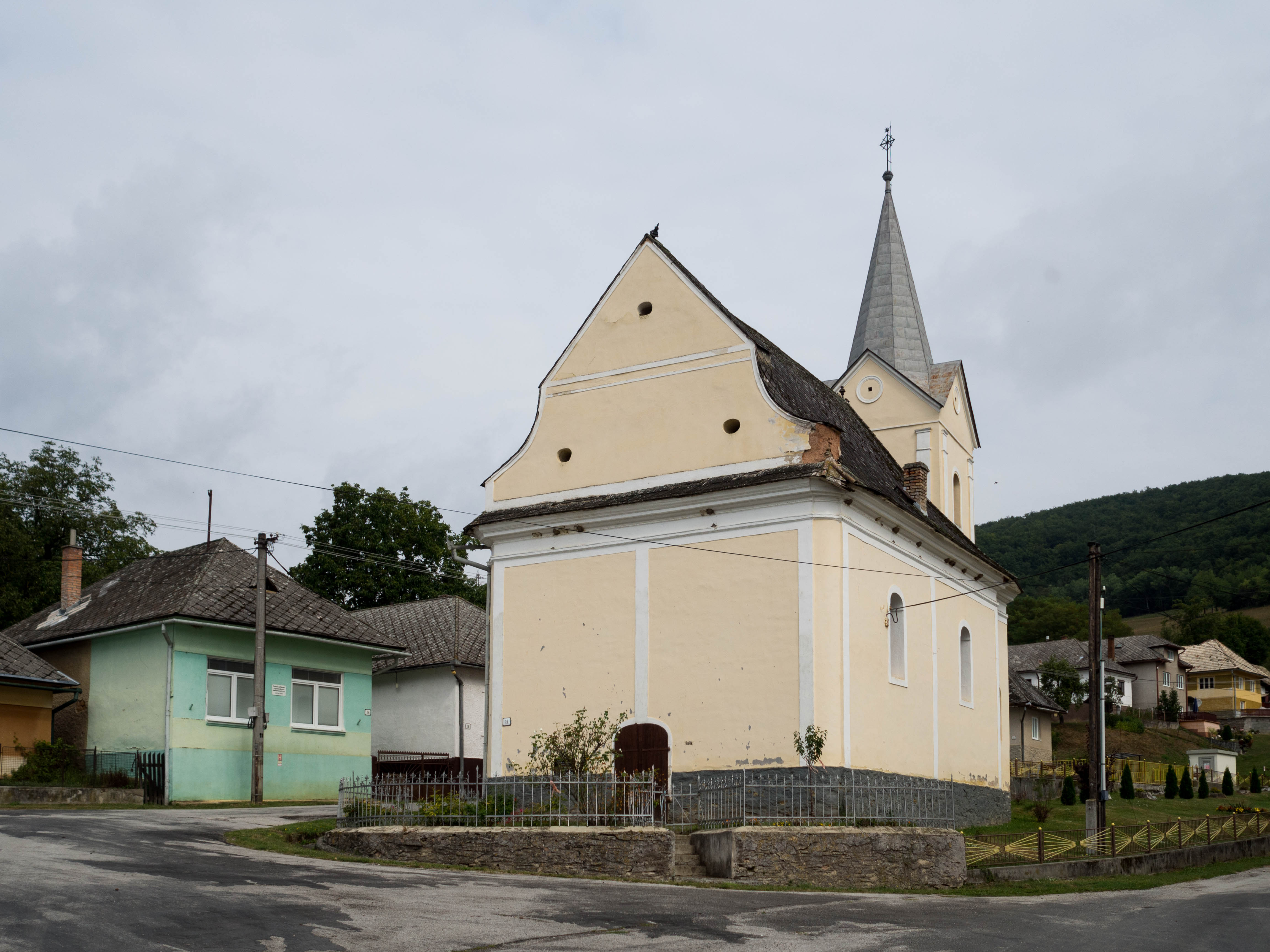
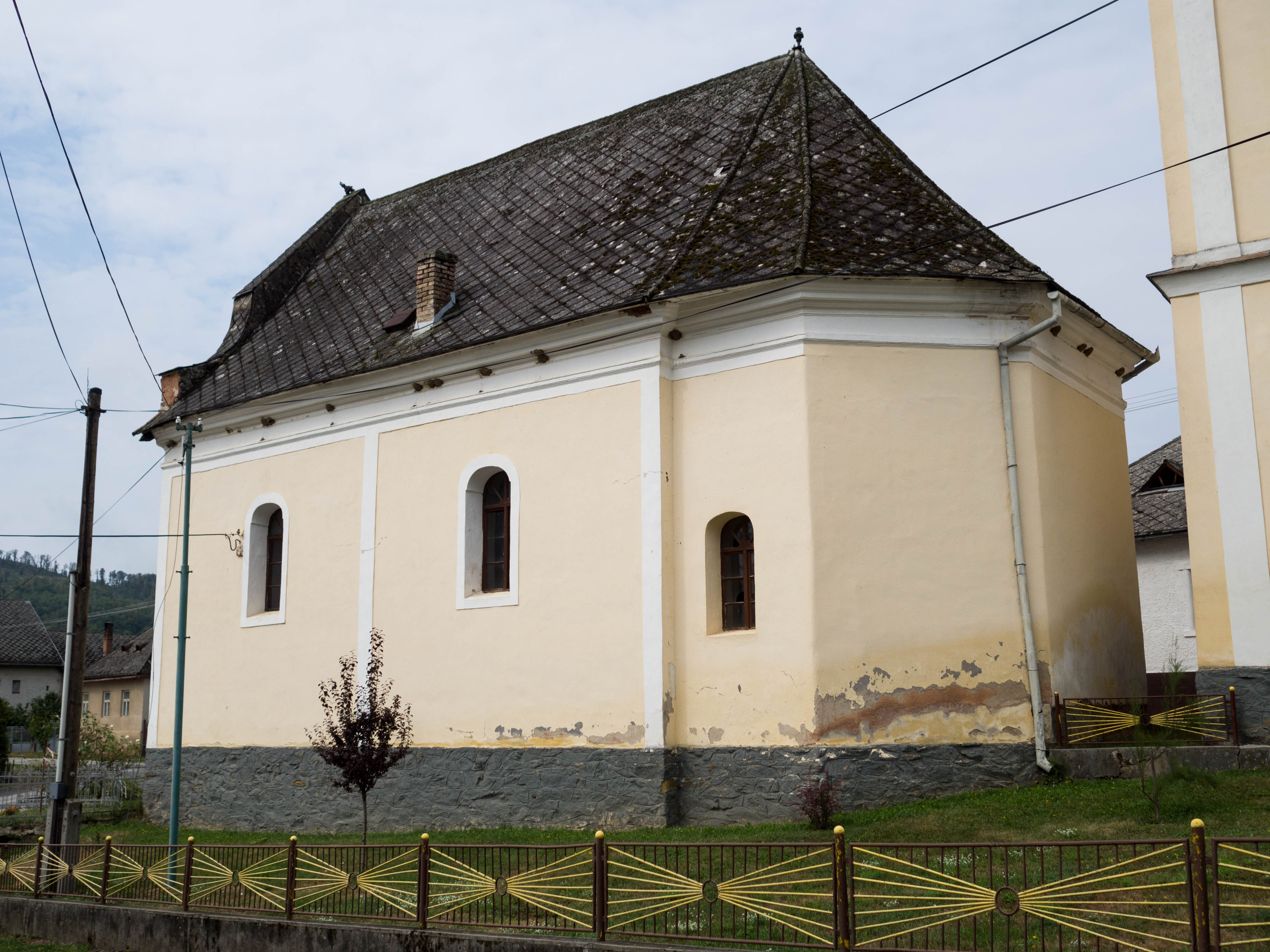
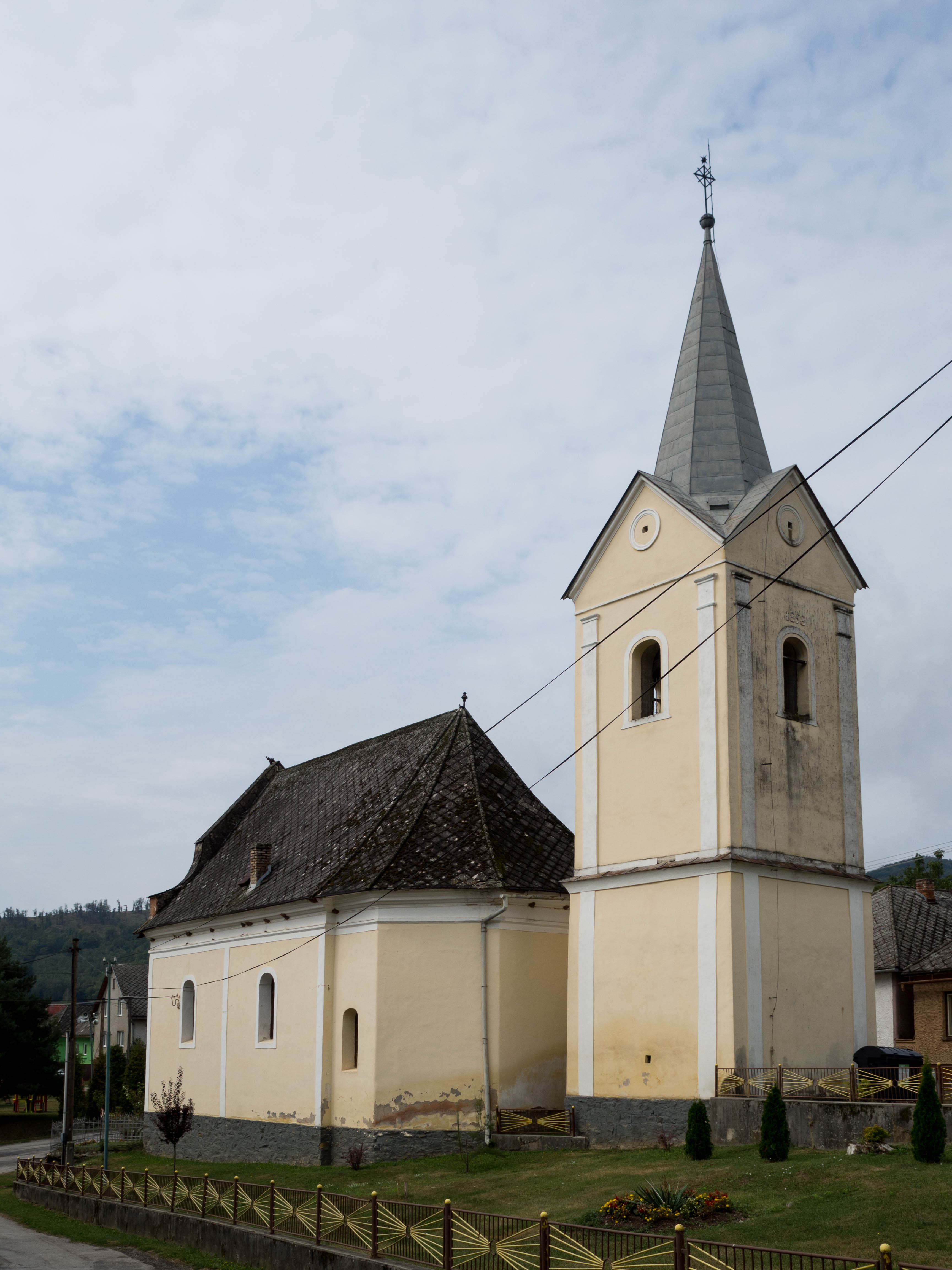
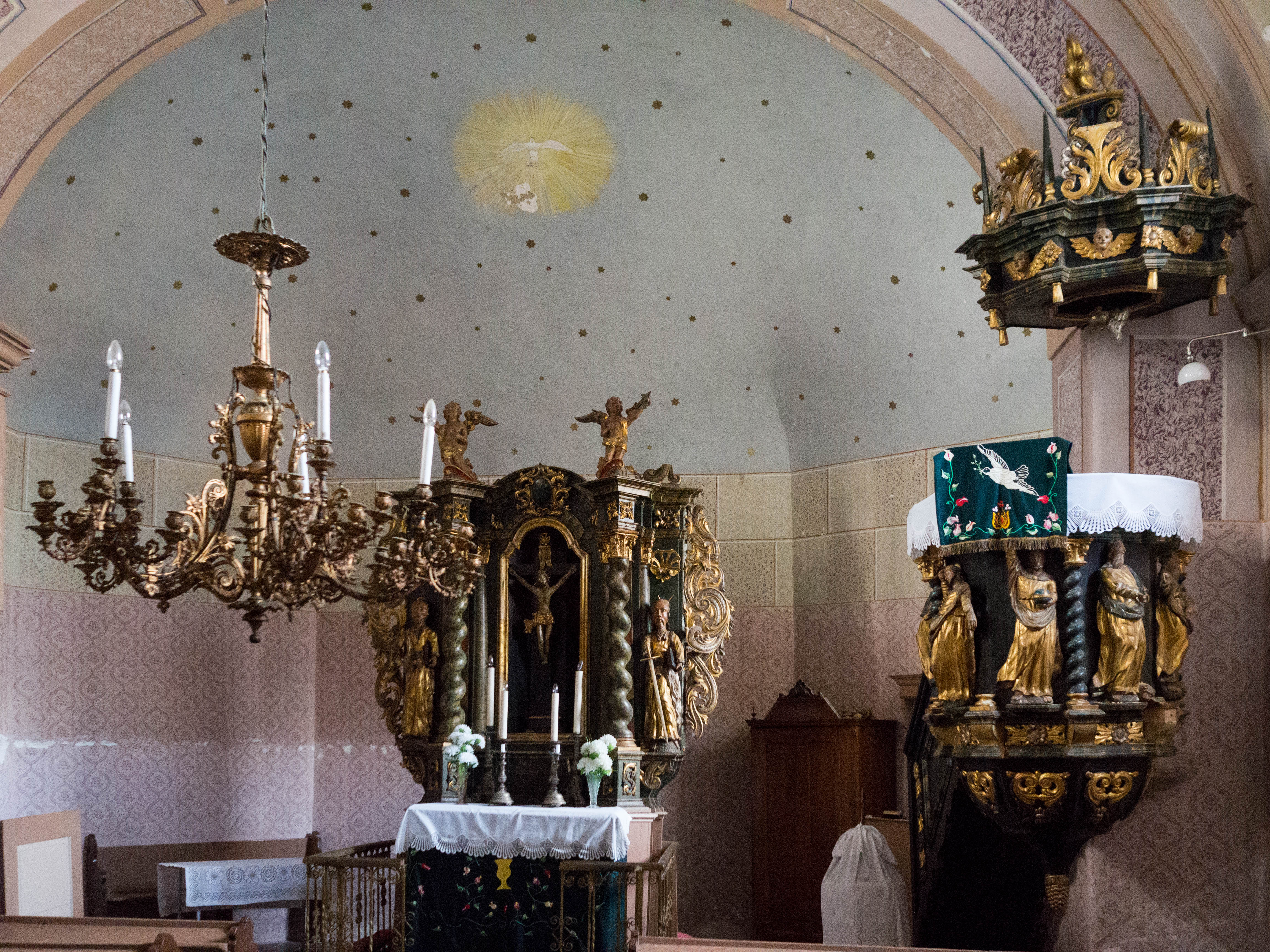
Interiér kostela